# منتروبیو د لا دماندا
منتروبیو د لا دماندا (به اسپانیایی: Monterrubio de la Demanda) یک شهرستان در اسپانیا است.